# سالوك العليا (بشت أربابا)
سالوك العليا (بالفارسية: سالوک علیا) هي قرية تقع في إيران في قسم بشت أربابا الريفي. يقدر عدد سكانها بـ 167 نسمة بحسب إحصاء 2016.